# Formula TT 1987
Die Formula-TT-Saison 1987 war die elfte in der Geschichte der Formula TT und wurde von der Fédération Internationale de Motocyclisme als offizielle Weltmeisterschaft ausgeschrieben.
Bei sieben Veranstaltungen wurden sieben Rennen ausgetragen.

## Punkteverteilung
| Punktewertung | Punktewertung | Punktewertung | Punktewertung | Punktewertung | Punktewertung | Punktewertung | Punktewertung | Punktewertung | Punktewertung | Punktewertung |
| ------------- | ------------- | ------------- | ------------- | ------------- | ------------- | ------------- | ------------- | ------------- | ------------- | ------------- |
| Platz         | 1             | 2             | 3             | 4             | 5             | 6             | 7             | 8             | 9             | 10            |
| Punkte        | 15            | 12            | 10            | 8             | 6             | 5             | 4             | 3             | 2             | 1             |

In die Wertung kamen alle erzielten Resultate.

## Wissenswertes
- Die Formula TT wurde 1987 erstmals nur noch nur in der TT-F1-Klasse ausgeschrieben. Diese ließ Viertakter von 600 bis 750 cm³ Hubraum und Zweitakter mit Hubräumen von 350 bis 500 cm³ zu.
- Das Rennen in den Niederlanden wurde im Rahmen des Motorrad-WM-Laufes der Dutch TT ausgetragen.
- Beim Rennen um den Ulster Grand Prix, das bei starkem Regen stattfand, verunglückte der Deutsche Klaus Klein bei Aquaplaning tödlich. Das Rennen wurde daraufhin abgebrochen und nicht neu gestartet.[1]

## Rennergebnisse
|   | Datum  | Rennen             | Strecke         | Platz 1          | Platz 2         | Platz 3          |
| - | ------ | ------------------ | --------------- | ---------------- | --------------- | ---------------- |
| 1 | 20.04. | Italien            | Misano          | Paul Iddon       | Fred Merkel     | Joey Dunlop      |
| 2 | 03.05. | Ungarn             | Hungaroring     | Virginio Ferrari | Davide Tardozzi | Anders Andersson |
| 3 | 30.05. | 69. Isle of Man TT | Mountain Course | Joey Dunlop      | Phil Mellor     | Geoff Johnson    |
| 4 | 25.06. | 57. Dutch TT       | Assen           | Virginio Ferrari | Davide Tardozzi | Roger Marshall   |
| 5 | 30.08. | Japan              | Sugo            | Kevin Magee      | Yukiya Ōshima   | Mick Doohan      |
| 6 | 20.09. | Deutschland        | Hockenheim      | Virginio Ferrari | Davide Tardozzi | Ernst Gschwender |
| 7 | 27.09. | Großbritannien     | Donington       | Paul Iddon       | Roger Marshall  | Joey Dunlop      |

## Fahrerwertung
| 1  | Virginio Ferrari  | Bimota | 49 |
| 2  | Joey Dunlop       | Honda  | 46 |
| 3  | Paul Iddon        | Suzuki | 43 |
| 4  | Davide Tardozzi   | Bimota | 36 |
| 5  | Roger Marshall    | Suzuki | 30 |
| 6  | Peter Rubatto     | Yamaha | 26 |
| 7  | Anders Andersson  | Suzuki | 24 |
| 8  | Fred Merkel       | Honda  | 20 |
| 9  | Ernst Gschwender  | Suzuki | 18 |
| 10 | Kevin Magee       | Yamaha | 15 |
| 11 | Phil Mellor       | Suzuki | 12 |
|    | Yukiya Ōshima     | Suzuki | 12 |
| 13 | Geoff Johnson     | Yamaha | 10 |
|    | Mick Doohan       | Yamaha | 10 |
|    | Jari Suhonen      | Yamaha | 10 |
| 16 | Henrik Ottosen    | Yamaha | 9  |
| 17 | Katsuro Takayoshi | Suzuki | 8  |
| 18 | Trevor Nation     | Yamaha | 8  |
| 19 | Klaus Caspers     | Suzuki | 8  |

|    | Mark Phillips       | Suzuki   | 8 |
| 21 | Andy McGladdery     | Suzuki   | 6 |
|    | Mitsuo Saitō        | Yamaha   | 6 |
|    | Bodo Schmidt        | Bimota   | 6 |
| 24 | Nick Jefferies      | Honda    | 5 |
|    | Takahiro Sohwa      | Kawasaki | 5 |
|    | Glenn Williams      | Suzuki   | 5 |
| 27 | René Rasmussen      | Suzuki   | 4 |
|    | Fabrizio Pirovano   | Bimota   | 4 |
| 29 | Dave Leach          | Suzuki   | 3 |
|    | Jun Suzuki          | Honda    | 3 |
| 31 | Andreas Hofmann     | Kawasaki | 3 |
| 32 | Patrick Bettendorf  | Suzuki   | 2 |
|    | Shohji Hiratsuka    | Yamaha   | 2 |
| 34 | Edwin Weibel        | Honda    | 2 |
| 35 | Steve Williams      | Yamaha   | 1 |
|    | Steve Lindsell      | Yamaha   | 1 |
|    | Henk de Vries       | Yamaha   | 1 |
|    | Katsunori Shinozaki | Suzuki   | 1 |

## Verweise